# 𐞒
Cette page contient des caractères spéciaux ou non latins. S’ils s’affichent mal (▯, ?, etc.), consultez la page d’aide Unicode.
𐞒, appelée petite capitale G en exposant, petite capitale G supérieur ou lettre modificative petite capitale G, est un symbole phonétique de certaines variantes de l’alphabet phonétique international. Il est formé de la lettre petite capitale G ‹ ɢ › mise en exposant.

## Utilisation
Dans certaines transcriptions de l’alphabet phonétique international (API), ‹ 𐞒 › peut être utilisé pour indiquer l’articulation occlusive uvulaire, par exemple [𐞒ǃ] pour transcrire un clic post-alvéolaire uvulaire voisé, pouvant aussi être transcrit [ɢ͡ǃ], ou [ᶰ𐞒ǃ] lorsque celui-ci est prénasalisé, ou encore [𐞒qᵡ] pour transcrire une consonne affriquée uvulaire sourde pré-voisée.

## Représentations informatiques
La lettre modificative petite capitale G peut être représenté avec les caractères Unicode suivants (Latin étendu – F) :
| formes       | représentations | chaînes de caractères | points de code | descriptions                                    | note                            |
| ------------ | --------------- | --------------------- | -------------- | ----------------------------------------------- | ------------------------------- |
| modificative | 𐞒               | 𐞒                     | U+10792        | lettre modificative minuscule petite capitale G | codé pour le symbole phonétique |